# قاع أسراس (تزكان)
قاع أسراس هي إحدى مشيخات المملكة المغربية، تتبع جغرافيا لإقليم شفشاون وإداريًا لتزكان. يقدر عدد سكانها بـ 4714 نسمة حسب الإحصاء الرسمي للسكان والسكنى لسنة 2004.